# Eugène Mühlenbeck
Ne doit pas être confondu avec Henri Gustave Muehlenbeck.
Eugène Mühlenbeck (né à Sainte-Marie-aux-Mines le 9 août 1829 et mort dans la même ville le 30 mai 1911) est un médecin, politicien et historien français.

## Biographie
Issu d'une famille de médecins, il ouvre lui-même un cabinet à Sainte-Marie-aux-Mines. 
Après la défaite de 1870, il assume les fonctions de maire jusqu'en 1879. Il est également conseiller général de 1888 à 1897. Historien local réputé, il publie plusieurs ouvrages qui font référence. Son Histoire des Mines, côté Alsace et Documents historiques concernant Sainte Marie-aux-Mines est rééditée un siècle plus tard.

## Publications
- (fr) Histoire des Mines de Ste Marie côté d'Alsace, Editions du Patrimoine Minier, 1898(réédité en 1992)